# Leptocerus similis
Leptocerus similis là một loài Trichoptera trong họ Leptoceridae. Chúng phân bố ở miền Cổ bắc.